# Camp d'éducation par le travail
Pour les articles homonymes, voir AEL.

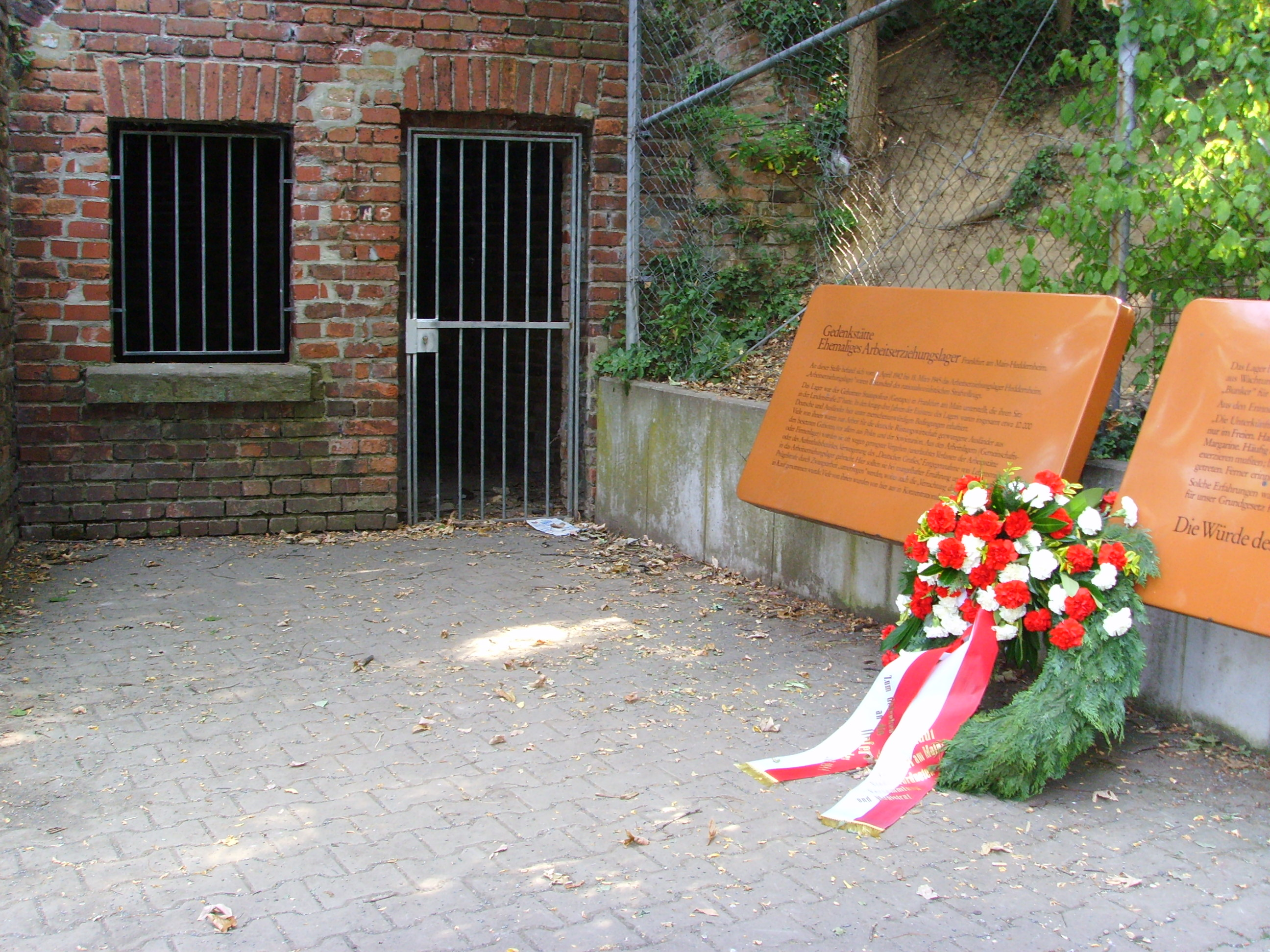
Le monument commémoratif du camp d'éducation par le travail de Francfort-sur-le-Main- Heddernheim

Les camps d'éducation par le travail (en allemand Arbeitserziehungslager, AEL) sont, pendant la période du Troisième Reich, des camps pénitentiaires (Straflager) pour travailleurs et travailleuses forcés, érigés par la Gestapo à partir de 1940.
Certains camps sont réservés aux femmes comme à Fehrbellin, à Jenbach (pour les usines Heinkel) et dans la ville de Salzbourg (pour un magasin de vêtements militaires). D'autres camps comme à Oberlanzendorf (de) comportent des sections réservées aux femmes.

## Liste provisoire des camps d'éducation par le travail 1940-1945 (provisoire)
| Pays, Land, Gebiet                  | Rattachement (Gestapo)                                | Lieu                                                                                            | Entreprise concernée                                                                                | Produit | Remarques                                           |
| ----------------------------------- | ----------------------------------------------------- | ----------------------------------------------------------------------------------------------- | --------------------------------------------------------------------------------------------------- | --- | --------------------------------------------------- |
| France                              |                                                       | plusieurs lieux consécutifs                                                                     | Organisation Todt                                                                                   | Ligne Siegfried                                                                                             |                                                     |
| Deutsches Reich                     |                                                       | de nombreux lieux consécutifs                                                                   | Organisation Todt                                                                                   | autoroutes du Reich                                                                                         |                                                     |
| Schleswig-Holstein                  |                                                       | Camp d'éducation par le travail de Nordmark (de) à Russee près de Kiel                          | Holsten-Brauerei, Land- und See-Leichtbau GmbH, usine de béton Ohle & Lovisa, Nordland Fisch-Fabrik | carrière de gravier, construction d'abris                                                                   |                                                     |
| Hambourg                            |                                                       | Hambourg-Wilhelmsbourg                                                                          | | |                                                     |
| Brême                               |                                                       | Camp d'éducation par le travail de Farge                                                        | | Construction d'abris pour sous-marins                                                                       | plusieurs fois transféré à partir de 1943           |
| Basse-Saxe                          |                                                       | Ohrbeck près d'Osnabrück an der Hase                                                            | Usine Klöckner GM-Hütte                                                                             | Eisenerz |                                                     |
| Basse-Saxe                          |                                                       | Liebenau près de Nienburg/Weser\|Nienburg an der Weser                                          | Wolff & Co et sa filiale EIBIA                                                                      | Construction d'une usine de fabrication de poudre                                                           |                                                     |
| Rhénanie-du-Nord-Westphalie         | Aix-la-Chapelle                                       | Aix-la-Chapelle-Burtscheid                                                                      | | |                                                     |
| Rhénanie-du-Nord-Westphalie         | Aix-la-Chapelle, Gestapochef Kriminalrat Richard Bach | Eilendorf                                                                                       | EBV                                                                                                 | Bergbau | (de)                                                |
| Rhénanie-du-Nord-Westphalie         | Aix-la-Chapelle, Gestapochef Kriminalrat Richard Bach | Hückelhoven                                                                                     | EBV (de), Grube Sophia Jacoba                                                                       | Bergbau |                                                     |
| Rhénanie-du-Nord-Westphalie         | Aix-la-Chapelle, Gestapochef Kriminalrat Richard Bach | Alsdorf                                                                                         | EBV, Grube Anna                                                                                     | Bergbau |                                                     |
| Rhénanie-du-Nord-Westphalie         |                                                       | Lahde sur la Weser avec des commandos exterieurs dans les mines                                 | Société par actions d'électricité prussienne (PreussenElektra)                                      | Construction d'une centrale électrique au charbon (anthracite) et du bief du canal Mittelland à Petershagen |                                                     |
| Rhénanie-du-Nord-Westphalie         |                                                       | Hunswinkel près de Lüdenscheid                                                                  | Firma "Hochtief"                                                                                    | Ballast pour voies ferrées et routières, Construction du barrage de Versetal                                |                                                     |
| Rhénanie-du-Nord-Westphalie         |                                                       | Ahaus                                                                                           | | Fabrication de toile de jute                                                                                | Arbeitszuchtlager für deutsche Bummelantinnen (AZL) |
| Hesse                               |                                                       | Arbeitserziehungslager Frankfurt-Heddernheim avec des relais exterieurs Hirzenhain et Hundstadt | | Rangierlokbau                                                                                               | Usine Breuer                                        |
| Hesse                               |                                                       | Affoldern                                                                                       | | |                                                     |
| Rhénanie-Palatinat                  |                                                       |                                                                                                 | | |                                                     |
| Sarre                               |                                                       |                                                                                                 | | |                                                     |
| Bavière                             |                                                       | Allach                                                                                          | BMW, Manufacture de porcelaine, OT Bau                                                              | |                                                     |
| Bavière                             |                                                       | Augsbourg                                                                                       | BMW], OT Bau                                                                                        | |                                                     |
| Baden-Württemberg                   |                                                       | Oberndorf-Aistaig                                                                               | Mauser-Werke AG (Oberndorf am Neckar), Maschinenfabrik MAFELL (Aistaig), Buntweberei Sulz GmbH      | |                                                     |
| Mecklembourg- Poméranie occidentale |                                                       |                                                                                                 | | |                                                     |
| Saxe-Anhalt                         |                                                       |                                                                                                 | | |                                                     |
| Thuringe                            |                                                       | AEL Römhild avec des postes exterieurs Poppenhausen (Thuringe)                                  | | |                                                     |
| Berlin                              |                                                       | Berlin                                                                                          | AEG                                                                                                 | |                                                     |
| Brandebourg                         |                                                       | AEL Fehrbellin, camp de femmes de Berlin                                                        | | Travail du lin et du chanvre                                                                                |                                                     |
| Saxe                                |                                                       | Rattwitz                                                                                        | AEL Radwietz                                                                                        | |                                                     |
| Saxe                                |                                                       | Zwickau                                                                                         | | Basser, usine de réparation d'avions                                                                        |                                                     |
| Pologne                             |                                                       |                                                                                                 | | |                                                     |
| Autriche                            |                                                       | Atzenbrugg                                                                                      | Hydrierwerk Moosbierbaum                                                                            | carburant d'avion                                                                                           |                                                     |

| Pays, Bundesland, région | rattachement              | Lieu               |
| ------------------------ | ------------------------- | ------------------ |
| *                        | * Hallendorf-Watenstedt   | * Niederganingen   |
| *                        | * Hägerwelle              | * Niederbühl       |
| *                        | *                         | * Oberlanzendorf   |
| *                        | * Heydebreck (Kędzierzyn) | * Ober Leutensdorf |
| *                        | * Hinzert                 | *                  |
| * Bad Eilsen             | * Hönnetal                | * Ohrbeck          |
| * Bad Godesberg          | * Hohenbruch              | * Oldenbourg       |
| * Bentheim               | * Hohensalza              | * Ostrowo          |
| * Berlin-Wuhlheide       | * Hunswinkel              | * Peres-Böhlen     |
| * Blachstädt             | * Innsbruck-Reichenau     | *                  |
| * Blechhammer            | * Karlsruhe               | * Radeberg         |
| * Bräz                   | * Kniebis-Ruhenstein      | * Rattwitz         |
| * Breitenau              | * Köln-Deutz              | * Recklinghausen   |
| * Bremen-Farge           | * Cologne-Müngersdorf     | * Reichenfeld      |
| * Brückendorf            | * Kranichfeld             | * Reigersfeld      |
| * Bonn                   | * Kraut                   | * Rieneck?         |
| * Dortmund               | * Lahde                   | *                  |
| * Eilendorf              | * Leitzkau                | * Rudersberg       |
| * Essen-Königsstraße     | * Lenzingen               | * Schörgenhub      |
| * Essen-Mülheim          | * Lippendorf              | * Schwetig         |
| * Etzenhofen             | * Liebenau                | * Soldau           |
| * Frauenburg             | * Łódź                    | * Spergau          |
| *                        | * Magdebourg              | * St.Dionysen      |
| * Gladbeck-Zweckel       | * Marl-Hüls               | * St.Wendel        |
| * Grodziec               | * Mielau                  | * Unna             |
| * Großbeeren             | * München-Berg            | * Unterlüß         |
| * Groß-Kunzendorf        | * München-Moosbach        | * Wildfelde        |

## Typologie
Quelques camps pourtant explicitement dénommés par leurs responsables camps d'éducation par le travail ont d'autres finalités et n'appartiennent pas véritablement à cette catégorie. C'est le cas par exemple d'un camp organisé par le Deutsche Arbeitsfront en Haute-Autriche en concertation avec le camp organisé par le Gauleiter et dans lequel, de juin 1940 à janvier 1941, ont été torturés, par des gardes appartenant à la SA, des réfractaires au travail allemands (ainsi que quelques tchèques) dans le cadre d'un projet de drainage.

## Source
- (de) Cet article est partiellement ou en totalité issu de l’article de Wikipédia en allemand intitulé « Arbeitserziehungslager » (voir la liste des auteurs).